# GPC Sport
GPC Sport ou GPC Squadra Corse est une écurie de sport automobile italienne.

## Historique
En 2004, en championnat FIA GT, l'écurie remporte sa première course à Brno dans la catégorie N-GT. La Ferrari 360 Modena GT, pilotée par Christian Pescatori et Fabrizio De Simone franchit la ligne d'arrivée avec près de trente secondes d'avance sur les Porsche 911 GT3 RS (996) poursuivantes. Lors de la manche d'Imola, en raison d'un problème de boîte à air non-conforme, la Ferrari de Christian Pescatori et Iradj Alexander est déclassée à l'issue des vérifications techniques. L'écurie fait appel de la décision, mais la fédération international de l'automobile finit par rejeter l'appel.
En 2005, l'écurie engage une Ferrari 550 GTS Maranello.
En février 2008, l'écurie annonce son intention de participer aux Le Mans Series avec une Ferrari F430 GTC.